# امان ورما
امان ورما (انگلیسی: Aman Verma؛ زادهٔ ۱۱ اکتبر ۱۹۷۱) مجری تلویزیون و هنرپیشه اهل هند است.
از فیلم‌ها یا برنامه‌های تلویزیونی که وی در آن نقش داشته‌است می‌توان به باغبان اشاره کرد.

## فیلم‌شناسی
فهرست برخی از فیلم‌هایی که امان ورما در آنها به ایفای نقش پرداخته‌است:
- باغبان
- انداز
- ستیز
- وای! زندگی یعنی این!
- بابل
- دشمن بزرگ
- لحظه
- در عدس
- تحویل در منزل
- زندگی کن اما مغرور نباش
- دوست عزیز هیتلر